# Julio Oscar Mechoso
Julio Oscar Mechoso (Matanzas, Kuba, 1955. május 31. – Burbank, Kalifornia, 2017. november 25.) amerikai színész.

## Filmográfia

### Film
| Év   | Magyar cím                             | Eredeti cím                               | Szerep                         | Magyar hang         |
| ---- | -------------------------------------- | ----------------------------------------- | ------------------------------ | ------------------- |
| 1983 |                                        | Guaguasi                                  | Ernestico                      |                     |
| 1986 | Gyermek az Időben                      | Flight of the Navigator                   | hangár őr                      |                     |
| 1988 | Rendőrakadémia 5. – Irány Miami Beach! | Police Academy 5: Assignment: Miami Beach | lőgyakorlatos rendőr           |                     |
| 1990 | Higgy neki, hisz zsaru                 | Internal Affairs                          | Gregory kuzin                  | Hankó Attila        |
| 1992 | Az alvilág mélyén                      | Deep Cover                                | Hernandez nyomozó              | Balázsi Gyula       |
| 1992 | Játékszerek                            | Toys                                      | Cortez                         |                     |
| 1994 | Gyilkosság szexhívásra                 | Dead Connection                           | Linen Suit                     |                     |
| 1994 |                                        | A Million to Juan                         | kukoricaárus                   |                     |
| 1994 | Kopók egymás között                    | The Glass Shield                          | helyettes kerületi ügyész      |                     |
| 1995 | Bad boys – Mire jók a rosszfiúk?       | Bad Boys                                  | Ruiz nyomozó                   | Holl Nándor         |
| 1995 | Bad boys – Mire jók a rosszfiúk?       | Bad Boys                                  | Ruiz nyomozó                   | Halmágyi Sándor     |
| 1995 | Pirománc                               | A Pyromaniac's Love Story                 | Jerry                          | Harsányi Gábor      |
| 1996 | Tomboló szél                           | White Squall                              | Girard Pascal                  | Kassai Károly       |
| 1997 | Vegasi vakáció                         | Vegas Vacation                            | limuzinsofőr                   | Garai Róbert        |
| 1997 | Időszámításom előtt                    | ’Til There Was You                        | költöztető                     |                     |
| 1997 | Őrült város                            | Mad City                                  | légierő őrmestere              |                     |
| 1997 | Halálkanyar                            | Switchback                                | Jorge Martinez                 |                     |
| 1998 | Alibi törzs                            | Krippendorf's Tribe                       | Simon Alonso                   | Varga T. József     |
| 1999 | Vírus – Pusztító idegen                | Virus                                     | Squeaky                        | Gesztesi Károly     |
| 1999 | Molly, vár a világ                     | Molly                                     | baseball rajongó               |                     |
| 1999 | Állj, vagy jövök!                      | Blue Streak                               | Diaz nyomozó                   | Rudas István        |
| 2000 | Vad lovak                              | All the Pretty Horses                     | Raul százados                  |                     |
| 2001 | Szívtiprók                             | Heartbreakers                             | Leo                            | Katona Zoltán       |
| 2001 | Tortilla leves                         | Tortilla Soup                             | Gomez                          | Várkonyi András     |
| 2001 | Jurassic Park III.                     | Jurassic Park III                         | Enrique Cardoso                | Barabás Kiss Zoltán |
| 2001 | Tökfej                                 | Pumpkin                                   | Dr. Frederico Cruz             |                     |
| 2002 | Ken Park                               | Ken Park                                  | Peaches apja                   | Orosz István        |
| 2002 | A fülke                                | Phone Booth                               | mentős                         |                     |
| 2002 | Bérgyilkos tangó                       | Assassination Tango                       | Orlando                        | Mikula Sándor       |
| 2003 | Bukmékerek                             | Bookies                                   | Martinez                       |                     |
| 2003 | Volt egyszer egy Mexikó                | Once Upon a Time in Mexico                | Nicholas, elnöki tanácsadó     | Csankó Zoltán       |
| 2003 |                                        | A Simple Choice (rövidfilm)               | Gus                            |                     |
| 2005 | Dogtown urai                           | Lords of Dogtown                          | Mr. Alva                       |                     |
| 2005 | Szupercsapat négy keréken              | Wheelmen                                  | Mario                          |                     |
| 2005 | El Tropico                             | The Lost City                             | Candela ezredes                | Juhász György       |
| 2005 | Zorro legendája                        | The Legend of Zorro                       | Frey Felipe                    | Besenczi Árpád      |
| 2006 | A család kicsi kincse                  | Little Miss Sunshine                      | szerelő                        | Zágoni Zsolt        |
| 2006 |                                        | Good Cop, Bad Cop                         | Ramirez                        |                     |
| 2007 |                                        | The Go-Getter                             | Leone                          |                     |
| 2007 | Grindhouse – Terrorbolygó              | Grindhouse: Planet Terror                 | Romey                          | Kapácsy Miklós      |
| 2007 | Csajok, foci, buli                     | Her Best Move                             | Umberto                        |                     |
| 2007 | Rajzás                                 | Rise: Blood Hunter                        | Arturo                         | Sörös Sándor        |
| 2007 | Bobby Z élete és halála                | The Death and Life of Bobby Z             | Martinez nyomozó               |                     |
| 2008 | Szárnyas teremtmények                  | Winged Creatures                          | Cavalis nyomozó                | Katona Zoltán       |
| 2009 | Lepattant szervezők                    | Janky Promoters                           | John Glanville                 |                     |
| 2010 |                                        | Baby (rövidfilm)                          | Antonio                        |                     |
| 2011 |                                        | Magic City Memoirs                        | Alejandro Acosta               |                     |
| 2012 | Számkivetettek                         | The Baytown Outlaws                       | Padre                          | Garamszegi Gábor    |
| 2012 | Sötét titok                            | A Dark Truth                              | kísérő                         | Kardos Róbert       |
| 2013 | Machete gyilkol                        | Machete Kills                             | Chepo                          |                     |
| 2014 |                                        | Last Weekend                              | Hector Castillo                |                     |
| 2014 | Boldogság bármi áron                   | Cake                                      | Dr. Mata                       |                     |
| 2014 | A hamisító                             | The Forger                                | Raul Carlos                    | Háda János          |
| 2016 | Túl a határon                          | Transpecos                                | Miguel Herandez                |                     |
| 2016 | Kivétel és szabály                     | Rules Don't Apply                         | Anastasio Somoza Debayle elnök | Háda János          |
| 2017 |                                        | Inheritance                               | Teddy apja                     |                     |

### Televízió

#### Tévéfilm
| Év   | Magyar cím                             | Eredeti cím                                             | Szerep            | Magyar hang     |
| ---- | -------------------------------------- | ------------------------------------------------------- | ----------------- | --------------- |
| 1988 | Vérdíj                                 | Clinton and Nadine                                      | Huesito           |                 |
| 1990 | A kockázat                             | The Take                                                | ismeretlen szerep |                 |
| 1992 |                                        | Live! From Death Row                                    | Reyes             |                 |
| 1994 |                                        | Day of Reckoning                                        | Sanchez           |                 |
| 1994 | Perry Mason: Gazdagok és szépek        | A Perry Mason Mystery: The Case of the Lethal Lifestyle | Mr. Rodriguez     |                 |
| 1994 | Testvérbosszú: A Menendez-gyilkosságok | Menendez: A Killing in Beverly Hills                    | Arguello hadnagy  |                 |
| 1995 |                                        | Zooman                                                  | Cruz              |                 |
| 1998 | Indiszkrét                             | Indiscreet                                              | Burns nyomozó     |                 |
| 2000 |                                        | Atticus                                                 | Hernandez         |                 |
| 2000 | A legendás trombitás                   | For Love or Country: The Arturo Sandoval Story          | Jaime Arrondo     | Várkonyi András |
| 2004 | Vissza a múltba                        | Back When We Were Grownups                              | J.J. Barrow       |                 |
| 2009 |                                        | The Station                                             | Sherman           |                 |
| 2011 | Az osztálytermen túl                   | Beyond the Blackboard                                   | Johnny Hernandez  |                 |
| 2011 | Natalee Holloway igazsága              | Justice for Natalee Holloway                            | Martinez nyomozó  | Péter Richárd   |

#### Sorozat
| Év        | Magyar cím                               | Eredeti cím                                     | Szerep                       | Megjegyzések                                                       |
| --------- | ---------------------------------------- | ----------------------------------------------- | ---------------------------- | ------------------------------------------------------------------ |
| 1979      |                                          | ¿Qué pasa, U.S.A.?                              | Walter / segédpénztáros      | 2 epizód                                                           |
| 1984–1988 | Miami Vice                               | Miami Vice                                      | Lester Kosko                 | - 6 epizód - magyar hangja: - Sinkovits-Vitay András - Láng Balázs |
| 1984–1988 | Miami Vice                               | Miami Vice                                      | Tommy, halottkém             | - 1 epizód - magyar hangja: - Katona Zoltán                        |
| 1984–1988 | Miami Vice                               | Miami Vice                                      | Escobar                      | 1 epizód                                                           |
| 1990      |                                          | Midnight Caller                                 | Ozzie Minoso                 | 1 epizód                                                           |
| 1990      | Jake meg a dagi                          | Jake and the Fatman                             | hivatalnok                   | 1 epizód                                                           |
| 1990–1993 |                                          | Matlock                                         | munkás / Ramon               | 2 epizód                                                           |
| 1991      |                                          | Knots Landing                                   | kísérő                       | 1 epizód                                                           |
| 1991      | Quantum Leap – Az időutazó               | Quantum Leap                                    | Raul Casta                   | 1 epizód                                                           |
| 1991      |                                          | Stat                                            | küldönc / Julio Oscar        | 3 epizód                                                           |
| 1993      |                                          | Murphy Brown                                    | Hector                       | 1 epizód                                                           |
| 1993      | Gyilkos sorok                            | Murder, She Wrote                               | Dr. Ramon Perez              | 1 epizód                                                           |
| 1993      |                                          | The Larry Sanders Show                          | kamerás                      | 1 epizód                                                           |
| 1994      |                                          | Birdland                                        | Hector                       | 5 epizód                                                           |
| 1994      | Seinfeld                                 | Seinfeld                                        | Julio                        | 1 epizód                                                           |
| 1994–1996 |                                          | Coach                                           | Ramon / Martin               | 10 epizód                                                          |
| 1995      |                                          | Happily Ever After: Fairy Tales for Every Child | The Program Hawker (hangja)  | 1 epizód                                                           |
| 1996      |                                          | High Incident                                   | Richie Fernandez rendőrtiszt | 10 epizód                                                          |
| 1997      | A pisztoly                               | Gun                                             | Fedora                       | 1 epizód                                                           |
| 1998      |                                          | Damon                                           | Jimmy Tortone                | 12 epizód                                                          |
| 1998      | Vágyrajárók                              | Rude Awakening                                  | Mike                         | 1 epizód                                                           |
| 1999      | A kis gézengúz                           | Boy Meets World                                 | Dr. Sanchez                  | 1 epizód                                                           |
| 2000      | Angyali érintés                          | Touched by an Angel                             | Marco                        | 1 epizód                                                           |
| 2000      | Angyal kontra démon                      | G vs E                                          | El Aurens                    | 1 epizód                                                           |
| 2000      | Igen, drágám!                            | Yes, Dear                                       | Chuck                        | 1 epizód                                                           |
| 2001      | Dharma és Greg, avagy kettőn áll a vásár | Dharma & Greg                                   | Rodriguez atya               | 1 epizód                                                           |
| 2001      | New York rendőrei                        | NYPD Blue                                       | Ramon DeJesus Marinal        | 1 epizód                                                           |
| 2002      |                                          | Watching Ellie                                  | vontatós fickó               | 1 epizód                                                           |
| 2002      | Latin pofonok                            | Resurrection Blvd.                              | John Ramos                   | 2 epizód                                                           |
| 2002–2003 |                                          | Greetings from Tucson                           | Joaquin Tiant                | 22 epizód                                                          |
| 2003      |                                          | Kingpin                                         | Rafael                       | minisorozat (2 epizód)                                             |
| 2003      |                                          | Luis                                            | Quevedo                      | 1 epizód                                                           |
| 2003      | FBI ügynökök bevetésen                   | The Handler                                     | Hector Vargas                | 1 epizód                                                           |
| 2004      | Karen Sisco – Mint a kámfor              | Karen Sisco                                     | George Hernandez             | 1 epizód                                                           |
| 2005      | Szellemekkel suttogó                     | Ghost Whisperer                                 | Gilberto de la Costa         | 1 epizód                                                           |
| 2006      | A Grace klinika                          | Grey's Anatomy                                  | Chuck Eaton                  | 1 epizód                                                           |
| 2006      | Rejtélyek városa                         | Invasion                                        | Frank Vargas                 | 3 epizód                                                           |
| 2007      | Nyomtalanul                              | Without a Trace                                 | Francisco Ortega             | 1 epizód                                                           |
| 2007      | A cukorbáró                              | Cane                                            | Ramon Fauro                  | 6 epizód                                                           |
| 2008      | Döglött akták                            | Cold Case                                       | Victor Martinez              | 1 epizód                                                           |
| 2008      | Elsőszámú ellenségem                     | My Own Worst Enemy                              | Gael                         | 1 epizód                                                           |
| 2009      | Kés/Alatt                                | Nip/Tuck                                        | Hans                         | 1 epizód                                                           |
| 2009      | FlashForward – A jövő emlékei            | FlashForward                                    | Rick Malchiodi nyomozó       | 1 epizód                                                           |
| 2010      | Agymenők                                 | The Big Bang Theory                             | Hackett rendőrtiszt          | 1 epizód                                                           |
| 2010      | Castle                                   | Castle                                          | Mario Sanchez                | 1 epizód                                                           |
| 2010      | Miami trauma                             | Miami Medical                                   | Javier Cruz                  | 1 epizód                                                           |
| 2010      |                                          | El Dorado                                       | Mata tábornok                | minisorozat (2 epizód)                                             |
| 2010      | Esküdt ellenségek: Los Angeles           | Law & Order: Los Angeles                        | Luis Valdez                  | 1 epizód                                                           |
| 2010      | Varázslók a Waverly helyből              | Wizards of Waverly Place                        | instruktor                   | 1 epizód                                                           |
| 2012      | Gátlástalanok                            | House of Lies                                   | Franco Colmonares            | 1 epizód                                                           |
| 2013      | Nikita                                   | Nikita                                          | Guillermo Garza              | 1 epizód                                                           |
| 2013      | Minden lében négy kanál                  | Burn Notice                                     | Ruben Hernandez              | 1 epizód                                                           |
| 2014      | CSI: A helyszínelők                      | CSI: Crime Scene Investigation                  | Dr. Rafael Blanco            | 1 epizód                                                           |
| 2014      |                                          | Matador                                         | Javi Sandoval                | 7 epizód                                                           |
| 2015      | Alkonyattól pirkadatig                   | From Dusk Till Dawn: The Series                 | Culebra Lord                 | 1 epizód                                                           |
| 2016      |                                          | Swedish Dicks                                   | Tony                         | 1 epizód                                                           |
| 2016      | Családom, darabokban                     | Life in Pieces                                  | Kip edző                     | 1 epizód                                                           |
| 2017      |                                          | Madam Secretary                                 | Mateo Penagos                | 1 epizód                                                           |